# Turnix velox
El torillo veloz (Turnix velox) es una especie de ave turniciforme perteneciente a la familia Turnicidae autóctona de los hábitats de pradera de Australia, donde son uno de los torillos más comunes.

## Descripción
Es un ave rechoncha y de cola corta, de hábitos principalmente terrestres y nocturnos. Su longitud corporal oscila entre los 12 y 16 cm, siendo las hembras de mayor tamaño que los machos. El plumaje de sus partes superiores es principalmente pardo amarillento, con veteado blanco y oscuro, mientras que es blanquecino en las partes inferiores. Los machos presentan un veteado del plumaje de las partes superiores menos marcado. El pico de ambos es corto aunque robusto y de color gris claro. Sus ojos tienen el iris blanquecino.